# 全国珠算教育連盟主催暗算検定
全国珠算教育連盟主催暗算検定（ぜんこくしゅざんきょういくれんめいしゅさいあんざんけんてい）とは全国珠算教育連盟が主催する暗算検定である。主に全珠連暗算検定と略される。文部科学省後援。

## 概要
普通の暗算ではなく、そろばんを脳内に浮かべそのそろばんをはじくというものである(珠算のやり方とちがう点もある)。開催日は概ね奇数月最終日曜日である。
全級位および段位にて乗算、除算、見取算の3科目であり、制限時間はそれぞれ3分である。

## 級位および段位

### 段位
全国珠算教育連盟主催珠算検定と同じように準初段、初段、弐段というように十段まである。 
- 段位は全国珠算教育連盟主催珠算検定と同じように、準初段から初段、準弐段、弐段というように十段まである。
- 試験は各段位で共通で、得点によって準初段から十段までに判定される。前2回までの最高点によって段位の判定がされる。
- 段位の合格判定は全審査種目の点数で行う。
- 合格基準は以下のとおりである。

| 段位   | 点数  |
| ------ | ----- |
| 準初段 | 70点  |
| 初段   | 80点  |
| 準弐段 | 85点  |
| 弐段   | 90点  |
| 準参段 | 95点  |
| 参段   | 100点 |
| 準四段 | 105点 |
| 四段   | 110点 |
| 準五段 | 115点 |
| 五段   | 120点 |
| 準六段 | 125点 |
| 六段   | 130点 |
| 七段   | 140点 |
| 八段   | 150点 |
| 九段   | 170点 |
| 十段   | 190点 |

十段最年少記録
最高位である十段は合格率1%未満と言われているが、十段合格の最年少記録は6歳11ヶ月となっている。

### 級位
1級から9級まである。